# 테르마토사우루스

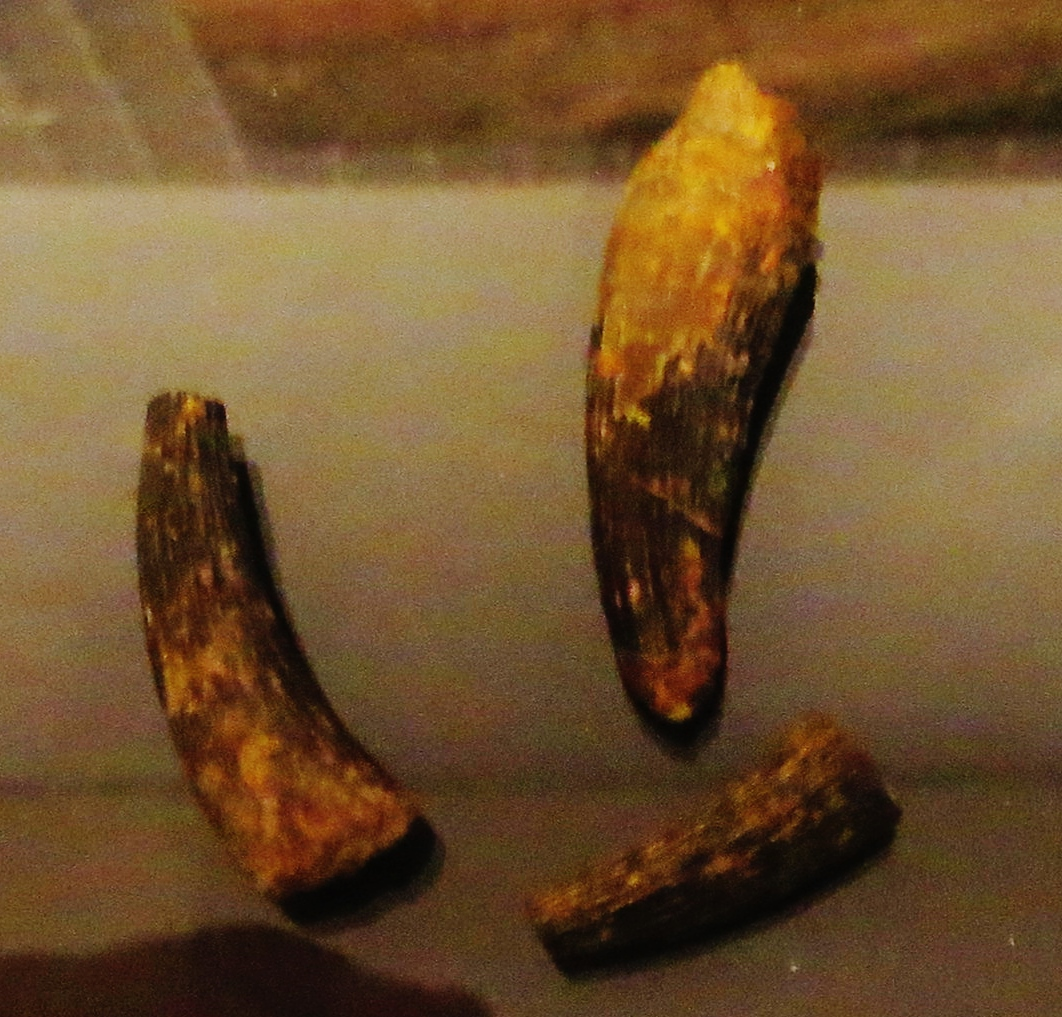

테르마토사우루스(학명:Termatosaurus albertii)는 악어목 피토사우루스과에 속하는 악어이다. 지금은 멸종된 악어로 몸길이가 4~6m인 거대한 악어에 속한다.

## 특징
테르마토사우루스는 넓은 두개골과 부분적으로 확장된 주둥이를 가진 것이 특징이다. 이름의 뜻은 끝의 도마뱀이라는 뜻을 가진다. 수영을 하기 위해서 발달된 다리가 있으며 앞다리보다 뒷다리가 더 크고 발이 물갈퀴의 모습으로 되어 있는 것이 특징이다. 또한 양턱에는 날카로운 삼각형의 모양을 가진 이빨이 존재하며 총 25~30개의 이빨이 있는데 이것은 먹이를 잡거나 씹는 용도로 사용이 됐을 것으로 추정된다. 꼬리는 길며 다른 피토사우루스과의 악어들처럼 초식성의 먹이를 섭취하기 위한 구조가 매우 잘 발달이 되어 있는 악어가 된다. 먹이로는 당대에 서식하던 물고기, 갑각류와 같은 육식성의 먹이와 양치식물으로 구성된 초식성의 먹이까지 두루두루 섭취했을 잡식성의 악어로 추정된다.

## 생존시기와 서식지와 화석의 발견
테르마토사우루스가 생존하던 시기는 중생대의 트라이아스기 후기로 지금으로부터 2억년전~1억 8천만년전에 생존했던 악어이다. 생존했던 시기에는 유럽을 중심으로 하는 강과 호수에서 주로 서식했던 종이다. 화석의 발견은 1844년에 유럽의 트라이아스기에 형성된 지층에서 유럽의 고생물학자인 크리스티안 에리히 헤르만 폰마이어가 최초로 발견되어 새로이 명명된 종이며 화석이 발견된 유럽의 국가로는 영국, 프랑스, 독일, 스위스가 된다.

## 같이 보기
- 악어
- 중생대
- 트라이아스기
- 파충류
- 화석